# Eyes on you
「Eyes on you」（アイズ・オン・ユー）は、2007年2月7日にMASTERSIX FOUNDATIONから発売された加藤ミリヤの8枚目となるシングル。

## 概要
- 表題曲は、映画『バブルへGO!! タイムマシンはドラム式』主題歌で、映画チームから「とにかくバブルを思い出させる曲にして欲しい」と言われて[3]、ディスコクラシックでバブル時代を彷彿させるラブソングが出来上がった。
- カップリング曲『このままずっと朝まで』は、Tanto Metro & Devonteの「Everyone Falls In Love」をサンプリングした。

## 収録曲
| 全作詞: Miliyah。 |                          |           |                                                          |                                  |      |
| #                 | タイトル                 | 作詞      | 作曲                                                     | 編曲                             | 時間 |
| 1.                | 「Eyes on you」          | Miliyah   | Miliyah                                                  | YANAGIMAN、Ittetsu Gen (Strings) | 4:56 |
| 2.                | 「このままずっと朝まで」 | Miliyah   | Anthony Kelly, Mark Wolfe, Steven Marsden, Wayne Passley |                                  | 4:04 |
| 3.                | 「Trouble」              | Miliyah   | Miliyah                                                  | 3rd Productions                  | 4:01 |
| 合計時間:         | 合計時間:                | 合計時間: | 合計時間:                                                | 13:01                            |      |

## タイアップ
| 曲名                 | タイアップ                                                |
| -------------------- | --------------------------------------------------------- |
| Eyes on you          | 東宝配給映画「バブルへGO!! タイムマシンはドラム式」主題歌 |
| Eyes on you          | dwango「いろメロミックスDX」CMソング                      |
| このままずっと朝まで | テレビ東京系「流派-R」オープニングテーマ                  |
| このままずっと朝まで | テレビ東京系「流派-R」エンディングテーマ                  |
| このままずっと朝まで | dwango「いろメロミックスDX」CMソング                      |

## 収録アルバム
- Diamond Princess (#1)
- BEST DESTINY (#2)
- M BEST (#1、#2)
- M BEST -FAN'S SELECTION- (#2)